# Expedition Rock
Der Expedition Rock (englisch für Expeditionsfelsen) ist ein vom Meer überspülter Rifffelsen vor der Nordküste von Laurie Island im Archipel der Südlichen Orkneyinseln. Er liegt 2,5 km ostnordöstlich des Kap Robertson in der Einfahrt zur Jessie Bay.
Der norwegische Walfangkapitän Petter Sørlle (1884–1933) kartierte ihn zwischen 1912 und 1915 und benannte ihn als Aagot Grunning (norwegisch für Agatha-Untiefe). Wissenschaftler der britischen Discovery Investigations nahmen 1933 eine erneute Kartierung vor und gaben ihm seinen heutigen Namen.